# Eristalis flavipes
Eristalis flavipes là một loài ruồi trong họ Ruồi giả ong (Syrphidae). Loài này được Walker mô tả khoa học đầu tiên năm 1849. Eristalis flavipes phân bố ở miền Tân bắc